# Quasipaa acanthophora
Quasipaa acanthophora es una especie de anfibio anuro de la familia Dicroglossidae.

## Distribución geográfica
Esta especie es endémica de la provincia de Lạng Sơn en el norte de Vietnam.

## Descripción
Los machos miden de 79 a 101 mm y las hembras miden 81 mm.

## Publicación original
- Dubois & Ohler, 2009: A new species of the genus Quasipaa (Anura, Ranidae, Dicroglossinae) from northern Vietnam. Alytes, Paris, vol. 27, n.º 2, p. 49-61[3]